# アレクサンデル・ギェルィムスキ

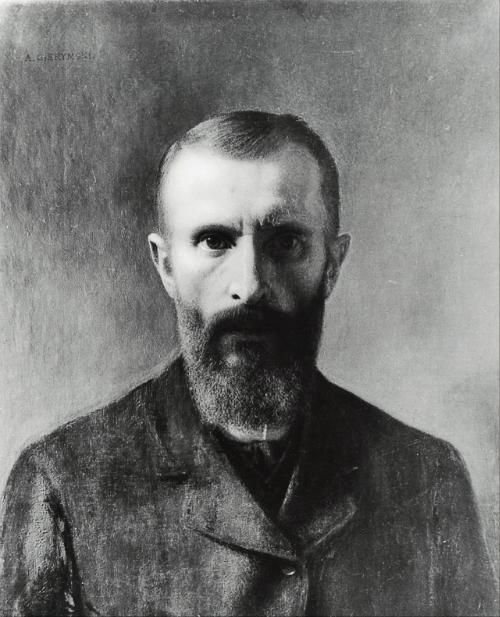
1900年頃

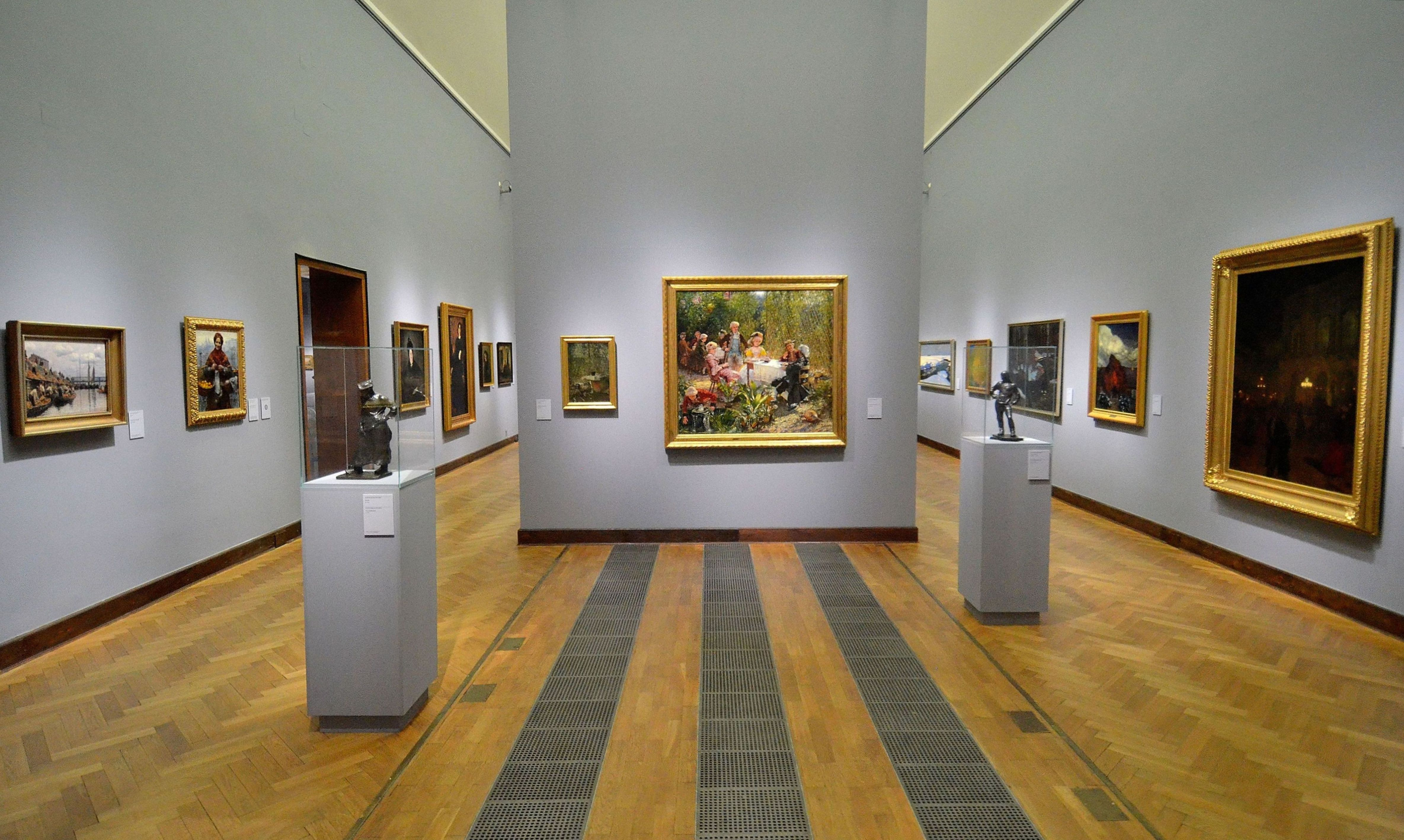
ワルシャワ国立博物館に展示された氏の絵画

イグナツィ・アレクサンデル・ギェルィムスキ (ポーランド語: Ignacy Aleksander Gierymski、1850年1月30日 - 1901年3月6日）は、ポーランドの画家。
兄はマクシミリアン・ギェルィムスキ。

## 生涯
1867年、ワルシャワで中等教育学校を卒業したころと同時期に同地でデッサンの習得を目指した。1868年から1872年にかけ、ミュンヘン美術院を優秀な成績で卒業した。この時の卒業制作作品である『The Merchant of Venice』は表彰を受けた。1873年から1874年にかけおもにイタリア・ローマに滞在し、ここで制作された作品は1875年にワルシャワのザチェッタで展示され、注目された。氏の最も脂が乗っていたのは1879年から1888年のワルシャワに居住していた時期であり、このころは他の若い作家や画家らとともに定期発行の『Wędrowiec』を軸において活動しており、このなかで雑誌の美術を担当していたStanisław Witkiewiczは、氏を世に広めるために尽力した。『Jewish women selling oranges』、『The Old Town Gate』、 『Solec’s Marina』、『The Feast of Trumpets』、『Sandblasters』などポヴィシュレと旧市街の貧困層の生活を題とした作品を遺している。しかし、祖国ではあまり評価がなされず、1888年より主にドイツやフランスで暮らした。その後は風景画などを描くようになり、夜間に絵を描くことも多く、『Paris Opera at Night』、『Twilight over Seine』などがそうして描かれた作品である、1893年から1895年までポーランドに帰郷し、クラクフ美術学校（現・ヤン・マテイコ美術アカデミー）に応募したりした。『Peasant's Coffin』は人体に対し関心を抱いていた時期に描かれた作品の一つとして遺っている。その後イタリアに拠点を移し、このころはサン・マルコ寺院やポポロ広場などが描かれた。晩年は心に不調をきたし精神病院に入院し、3月6日から8日の間にルンガラ通りの精神病院で、51歳で死去した。死後は同地のカンポ・ヴェラーノ墓地に埋葬された。

## 絵
- Jewess with Oranges, 1880-1881
- In the Arbour, 1882
- View from Ossiach Lake in Carinthia, 1886
- Louvre at Night, 1892
- Sandblasters, 1887
- Peasant Coffin, 1894
- A Boy Carrying a Shaft, 1895
- The Feast of Trumpets, 1884
- Amalfi Cathedral, 1897-1898
- Poetry, 1883
- The Sea, 1891

## 主な作品
- Jewish Woman Selling Lemons (1881), Silesian Museum, Katowice, Poland
- Jewess with Oranges (1881), National Museum in Warsaw (stolen in 1944, found in Germany in 2010)[6]
- In the Arbour (1882), The National Museum in Warsaw
- Powiśle (1883), National Museum in Kraków, Gallery of 19th Century Polish Art at Sukiennice
- Feast of Trumpets I (1884), The National Museum in Warsaw
- Sandblasters (1887), The National Museum in Warsaw
- Wittelsbach Square in Munich at night (1890), The National Museum in Warsaw
- Twilight over Seine (1892–1893), The National Museum in Kraków Gallery of 19th Century Polish Art at Sukiennice
- Peasant's Coffin (1894–1895), The National Museum in Warsaw
- A boy carrying a shaft (1895), National Museum in Wrocław
- Lake on the sunset (1900), private collection
- Stone Pine near Villa Borghese in Rome (1900), The National Museum in Kraków Gallery of 19th Century Polish Art st Sukiennice
- The Sea (1891), The National Museum in Warsaw